# 天目山蟹甲草
天目山蟹甲草（学名：Parasenecio matsudai）为菊科蟹甲草属的植物，为中国的特有植物。分布于中国大陆的安徽、浙江等地，生长于海拔950米的地区，一般生长在山坡路旁或沟边，目前尚未由人工引种栽培。